# Sherkot
Sherkot è una suddivisione dell'India, classificata come municipal board, di 52.870 abitanti, situata nel distretto di Bijnor, nello stato federato dell'Uttar Pradesh. In base al numero di abitanti la città rientra nella classe II (da 50.000 a 99.999 persone).

## Geografia fisica
La città è situata a 29° 21' 0 N e 78° 34' 60 E e ha un'altitudine di 202 m s.l.m..

## Società

### Evoluzione demografica
Al censimento del 2001 la popolazione di Sherkot assommava a 52.870 persone, delle quali 27.869 maschi e 25.001 femmine. I bambini di età inferiore o uguale ai sei anni assommavano a 9.735, dei quali 5.165 maschi e 4.570 femmine. Infine, coloro che erano in grado di saper almeno leggere e scrivere erano 24.815, dei quali 14.552 maschi e 10.263 femmine.